# 寺町 (八王子市)
寺町（てらまち）は、東京都八王子市の地名である。丁番を持たない単独町名であり、住居表示未実施区域。郵便番号は192-0073。
電話番号（市外局番・市内局番）は042-620〜628・634・655が使われている。

## 地理
JR八王子駅の西側に位置する地域で、東に三崎町と旭町、西に天神町と上野町、南に万町、北に南町に隣接している。

## 歴史

### 地名の由来
『新編武蔵風土記稿 巻之101 多磨郡之13』によれば、寺院が多く建つ地（寺町）であったことから付いたという。

### 沿革
- 1882年（明治30年）- 町村分合により、八王子宿の寺町が八王子寺町となる。
- 1889年（明治22年）4月1日 - 八王子町の成立により冠称が外れ、寺町となる。
- 1917年（大正6年）9月1日 - 八王子町が市制施行。八王子市寺町となる。

### 治安・風紀の維持
2012年、東京都は寺町を都迷惑防止条例に基づき、客引きやスカウトのみならず、それらを行うために待機する行為なども禁止する区域に指定した。
さらに2019年には同じく寺町を暴力団排除条例に基づき、暴力団排除特別強化地域に指定。地域内では暴力団と飲食店等との間で、みかじめ料のやりとりや便宜供与などが禁止され、違反者は支払った側であっても懲役1年以下または罰金50万円以下の罰則が科される。

## 世帯数と人口
2017年（平成29年）12月31日現在の世帯数と人口は以下の通りである。
| 町丁 | 世帯数  | 人口    |
| ---- | ------- | ------- |
| 寺町 | 871世帯 | 1,490人 |

## 小・中学校の学区
市立小・中学校に通う場合、学区は以下の通りとなる。
| 番地 | 小学校               | 中学校               |
| ---- | -------------------- | -------------------- |
| 全域 | 八王子市立第三小学校 | 八王子市立第六中学校 |

## 施設
- 八王子市立第三小学校
- 朝日生命保険相互会社 八王子営業部
- JR東日本[要説明]
- ガスト 八王子寺町店 - ガスト1000店舗目であり、入口にそれを示す看板がある。
- 朝日新聞サービスアンカー 八王子寺町
- 青木万年堂 - 文政元年（1818年）創業の老舗和菓子店[9]
- 介護予防型デイサービス ドリームてらまち
- キクヤ八王子中央ホール - 斎場
- 株式会社ミヤハラ 本社 - OA機器・オフィス機器卸[10]
- 株式会社むつみ - 大正15年（1926年）創業の蒟蒻・豆腐店。本社：八王子市泉町1473-2[11]
- 清宮医院
- 倉田眼科医院

ほか

### 宗教施設
- 妙経寺
- 長心寺
- 出世稲荷社